# Praobdella buettneri
Praobdella buettneri (bei Blanchard Praobdella büttneri) ist der Name einer Art im Süßwasser lebender Blutegel aus der Ordnung der Kieferegel, der durch mehrere Exemplare aus Togo vom Ende des 19. Jahrhunderts belegt ist.

## Merkmale
Praobdella buettneri wird etwa 27 mm lang und 8 mm breit. Der durchschnittliche etwa 5 mm breite, kreisrunde hintere Saugnapf wird fast ganz vom Körper bedeckt und ist an der unteren Oberfläche von radiär angeordneten Streifen durchzogen. Der Kopf ist durch eine Einschnürung hinter dem 9. Ringel deutlich von übrigen Körper abgesetzt. Von den 5 Augenpaaren sind die Augen der ersten drei Paare deutlich größer als die der folgenden beiden Paare, wobei das letzte Paar auch fehlen kann. Die 17 paarigen Ausgänge der Nephridien sitzen am hinteren Rand des jeweiligen letzten Ringel des Segments und nicht in der Furche zwischen den Segmenten. Zwischen den Geschlechtsöffnungen der zwittrigen Tiere liegen 9 Ringel, wobei die männliche Öffnung in der Furche zwischen dem 9. und 10. Segment (also hinter dem 28. Ringel) und die weibliche Öffnung zwischen dem 4. und 5. Ringel des 11. Segments (also hinter dem 37. Ringel des Tieres) liegt. Der große Abstand zwischen den beiden Geschlechtsöffnungen, wie man ihn bei anderen Egeln nicht findet, zeichnet die Arten der Gattung Praobdella aus.
Die drei sehr kleinen Kiefer von Praobdella buettneri sind in jeweils zwei Reihen (distichodont) mit etwa 10 bis 12 winzigen, unregelmäßigen, gehöckerten Zähnen besetzt.

## Verbreitung, Lebensraum und Lebensweise
Praobdella buettneri ist Westafrika verbreitet. Die Typusexemplare stammen aus Bismarckburg in der damaligen deutschen Kolonie Togoland, dem heutigen Togo. Seit seiner Beschreibung 1896 sind keine weiteren Exemplare gesammelt oder im Freien beobachtet worden, so dass über die Biologie dieses Egels kaum etwas bekannt ist. Die Art hat allerdings als Typusart der Gattung Praobdella und der Familie Praobdellidae systematische Bedeutung. Entgegen Blanchards Charakterisierung als „milde Egel“ (πραοβδέλλα) leben die besser untersuchten anderen Arten dieser Familie, so auch die 1958 von John Percy Moore beschriebene Praobdella radiata aus Südafrika oder die Arten der Gattung Dinobdella (δεινοβδέλλα, „Schrecklicher Egel“), darunter der Nasenegel, in Mund- und Nasenhöhlen von Säugetieren wie auch dem Menschen, wo sie zu großen Beschwerden und bei starkem Befall bisweilen auch zum Tod der befallenen Tiere führen.

## Systematik
Der französische Zoologe Raphaël Blanchard beschrieb 1896 gleichzeitig mit der Art Praobdella büttneri die Gattung, die er schlicht als Egel mit einer Körpergestalt ganz gleich dem Pferdeegel (Gattung Haemopis), aber mit weiter voneinander entfernten Geschlechtsöffnungen charakterisierte. Er wählte den Gattungsnamen Praobdella, nach seiner Übersetzung „milder, nicht grausamer Blutegel“ (altgriechisch πρᾶος prâos „sanft, mild, gnädig“ und βδέλλα bdélla „Egel“), und benannte die Art nach dem deutschen Naturforscher Oskar Alexander Richard Büttner (1858–1927).
Praobdella buettneri ist eine von vier Arten der Gattung Praobdella – zusammen mit der gleichzeitig beschriebenen Praobdella guineensis Blanchard (1896), Praobdella maculata (Moore, 1939) und Praobdella radiata Moore, 1958.